# Історія євреїв у Катарі
Історія євреїв у Катарі відносно обмежена.

## Форум американо-ісламських відносин
Як ознаку відкритості катарського суспільства для західного впливу та приділення належної уваги єврейському населенню, Єврейське телеграфне агентство повідомило, що на форумі, присвяченому американо-ісламським відносинам у Катарі, братимуть участь як ізраїльські, так і американські євреї. Колишній президент Клінтон і шейх Хамад бін Халіфа Аль Тані, емір Катару, в 2004 році були запланованими доповідачами на Американо-ісламському форумі в Досі. Форум був спонсорований Проектом політики США щодо ісламського світу та фінансований Центром Сабана, заснованим американо-ізраїльським магнатом сфери розваг Хаїмом Сабаном. Учасники прибули з переважно ісламських країн, включаючи Сирію, Саудівську Аравію та Судан. Редактор Middle East Quarterly Мартін Крамер був єдиним ізраїльським учасником після Сабану та був присутнім як американець.

## Єврейсько-американські солдати
Звіт про підготовку до розміщення військ США в Катарі:
|  | Єврейські військовослужбовці американських збройних сил на Песах знову отримуватимуть кошерні пайки, надані міністерством оборони США. Тисячі пакунків з кошерними до Песаху MRE (їжа, готова до вживання) вже надійшли на бази постачання армії і флоту США, а спеціальні поставки призначені для єврейських військ в Іраку і Афганістані... За оцінками Ради єврейських капеланів, кількість євреїв, дислокованих в Іраку, становить від 500 до 600 осіб. З 30 єврейських капеланів, які перебувають на дійсній службі в усьому світі, вісім капеланів перебувають в Іраку, в тому числі дві жінки-рабини. Кожен капелан, який перебуває в Іраку, проведе два седери в базових таборах, з центральними седерами в Багдаді, Фаллуджі і Тікріті. Також будуть проведені два седери в штаб-квартирі армії в Бахрейні та в штаб-квартирі ВПС в Катарі. Єврейські військовослужбовці, дислоковані у віддалених місцях, зможуть відвідувати седери під керівництвом солдатів, які пройшли спеціальну підготовку для цієї мети. |

## Дипломатичні відкриття
У звіті за 2007 рік зазначено,
|  | Арабські держави на чолі з Саудівською Аравією роблять одні з найбільш публічних закликів до Ізраїлю і американських євреїв з метою підірвати зростаючий вплив Ірану, стримати насильство в Іраку і Лівані і сприяти палестинському врегулюванню... Саудівська Аравія, Катар і Об'єднані Арабські Емірати посилили контакти з Ізраїлем і проізраїльськими єврейськими групами в США. Адміністрація Буша благословила ці контакти: Держсекретар Кондоліза Райс заявила, що шість країн Перської затоки, а також Єгипет, Йорданія та Ізраїль є новим об'єднанням поміркованих сил, які протистоять екстремістам, підтримуваним Іраном та Сирією. Вона сказала, що ізраїльсько-палестинська мирна угода послабить таких бойовиків, як ХАМАС і Хезболла... Контакти Саудівської Аравії і арабських країн Перської затоки з ізраїльтянами і американськими євреями тривають вже більше десяти років, але ніколи не були настільки публічними. Арабські країни ставилися до Ізраїлю як до ізгоя з моменту здобуття ним незалежності в 1948 році. Більшість арабських країн забороняють поїздки до Ізраїлю, інвестиції та інші комерційні зв'язки з єврейською державою і зазвичай називають її "сіоністським утворенням". ...Серед інших нещодавніх арабо-єврейських контактів: Радник з національної безпеки Саудівської Аравії Бандар бін Султан провів приватну зустріч з прем'єр-міністром Ізраїлю Ехудом Ольмертом в Йорданії у вересні, повідомив Даніель Аялон, колишній посол Ізраїлю у Вашингтоні. Він сказав, що це була перша саудівсько-ізраїльська зустріч на найвищому рівні, про яку він коли-небудь чув. Об'єднані Арабські Емірати запросили делегацію Конференції президентів найбільших американських єврейських організацій. Конференція, що складається з 51 члена, є сильною прихильницею Ізраїлю. Віце-прем'єр-міністр Ізраїлю Шимон Перес зустрівся з еміром Катару наприкінці січня після участі в дебатах з арабськими студентами. Це була зустріч Ізраїлю на найвищому рівні з країною Перської затоки з 1996 року, коли Перес відвідав цю країну в якості прем'єр-міністра." |

## Євреї на Аравійському півострові
- Історія євреїв Іраку
- Історія євреїв Йорданії
- Історія євреїв Бахрейну
- Історія євреїв Кувейту
- Історія євреїв Оману
- Історія євреїв Саудівської Аравії
- Історія євреїв Об'єднаних Арабських Еміратів
- Єменські євреї